# 가사토리촌
가사토리촌(일본어: 笠取村)은 일본 교토부 우지군에 설치되었던 촌이다. 현재의 우지시 동부에 해당한다.